# Övrasjön, Södermanland
Övrasjön är en sjö i Botkyrka kommun i Södermanland och ingår i Tyresån-Trosaåns kustområde. Sjön har en area på 0,0691 kvadratkilometer och ligger 25,7 meter över havet. Övrasjö ligger i Brosjön Natura 2000-område, även kallat Vinterskogen. I söder ansluter den till Mellansjön som sedan ansluter sig till Brosjön, Södermanland.

## Delavrinningsområde
Övrasjön ingår i det delavrinningsområde (656114-161500) som SMHI kallar för Utloppet av Malmsjön. Medelhöjden är 34 meter över havet och ytan är 11,75 kvadratkilometer. Det finns inga avrinningsområden uppströms utan avrinningsområdet är högsta punkten. Axån som avvattnar avrinningsområdet har biflödesordning 2, vilket innebär att vattnet flödar genom totalt 2 vattendrag innan det når havet efter 8,8 kilometer. Avrinningsområdet består mestadels av skog (46 procent), öppen mark (12 procent) och jordbruk (23 procent). Avrinningsområdet har 1,03 kvadratkilometer vattenytor vilket ger det en sjöprocent på 8,8 procent. Bebyggelsen i området täcker en yta av 1,1 kvadratkilometer eller 9 procent av avrinningsområdet.